# سورباني
سورباني هي قرية في مقاطعة أرومية، إيران. عدد سكان هذه القرية هو 45 في سنة 2006.